# Euhesma meeka
Euhesma meeka är en biart som först beskrevs av Exley 1998.  Euhesma meeka ingår i släktet Euhesma och familjen korttungebin. Inga underarter finns listade i Catalogue of Life.

## Bildgalleri

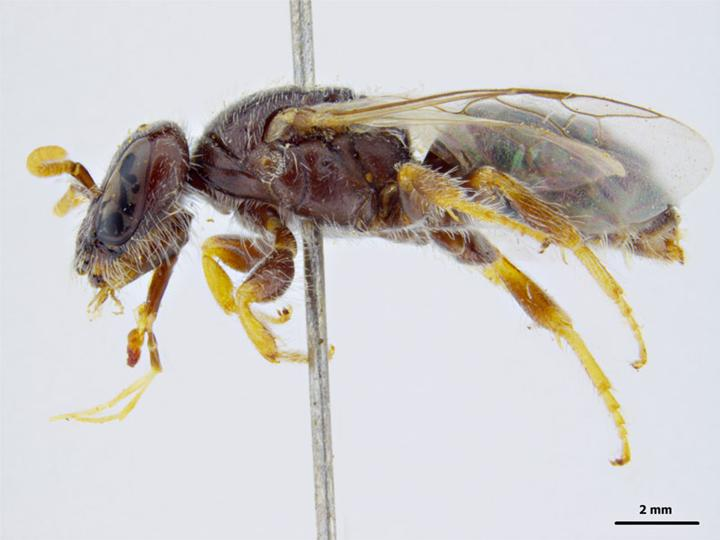